# Psycho III
Psycho III (1986) este un film american de groază/slasher. Este a doua continuare a filmului Psycho regizat de Alfred Hitchcock în 1960 și al treilea film din seria  Psycho. În rolurile principale joacă actorii Anthony Perkins (care este și regizorul filmului), Diana Scarwid, Jeff Fahey și Roberta Maxwell. Scenariul este scris de Charles Edward Pogue. Coloana sonoră originală (muzică electronică) este compusă și interpretată de Carter Burwell, fiind unul dintre primele sale proiecte. Psycho III nu a avut succes la  box-office, devenind filmul cu cele  mai mici încasări din serie. Este continuat de filmul de televiziune Psycho IV: The Beginning.

## Distribuție
- Anthony Perkins ca Norman Bates
- Diana Scarwid ca Maureen Coyle
- Jeff Fahey ca Duane Duke
- Roberta Maxwell ca Tracy Venable
- Hugh Gillin ca Sheriff John Hunt
- Robert Alan Browne ca Ralph Statler
- Lee Garlington ca Myrna
- Donovan Scott ca Kyle
- Karen Hensel ca Sister Catherine
- Jack Murdock ca Lou
- Janet Leigh ca Marion Crane (flashback)
- Claudia Bryar ca Mrs. Emma Spool (flashback)